# AIDAmar
Die AIDAmar ist ein Kreuzfahrtschiff der britisch-amerikanischen Carnival Corporation & plc. Sie wurde als drittes Schiff der modifizierten Sphinx-Klasse auf der Meyer-Werft in Papenburg gebaut und ist seit Auslieferung im Mai 2012 für die speziell auf den deutschen Markt ausgerichtete Konzernmarke AIDA Cruises im Einsatz.
Die AIDAblu, die AIDAsol und die AIDAstella sind baugleiche Schwesterschiffe.
Wie die anderen AIDA-Schiffe fährt sie unter italienischer Flagge. Für den operativen Kreuzfahrtbetrieb ist Costa Crociere in Genua verantwortlich, die Südeuropa-Tochter des Carnival-Konzerns. Über ihre Niederlassung in Rostock steuerte sie den Betrieb in den ersten Jahren selbst. Inzwischen hat diese Aufgabe nach Unternehmensangaben die im Februar 2015 gegründete Carnival Maritime GmbH in Hamburg übernommen.

## Geschichte

### Auftragsvergabe und Bau

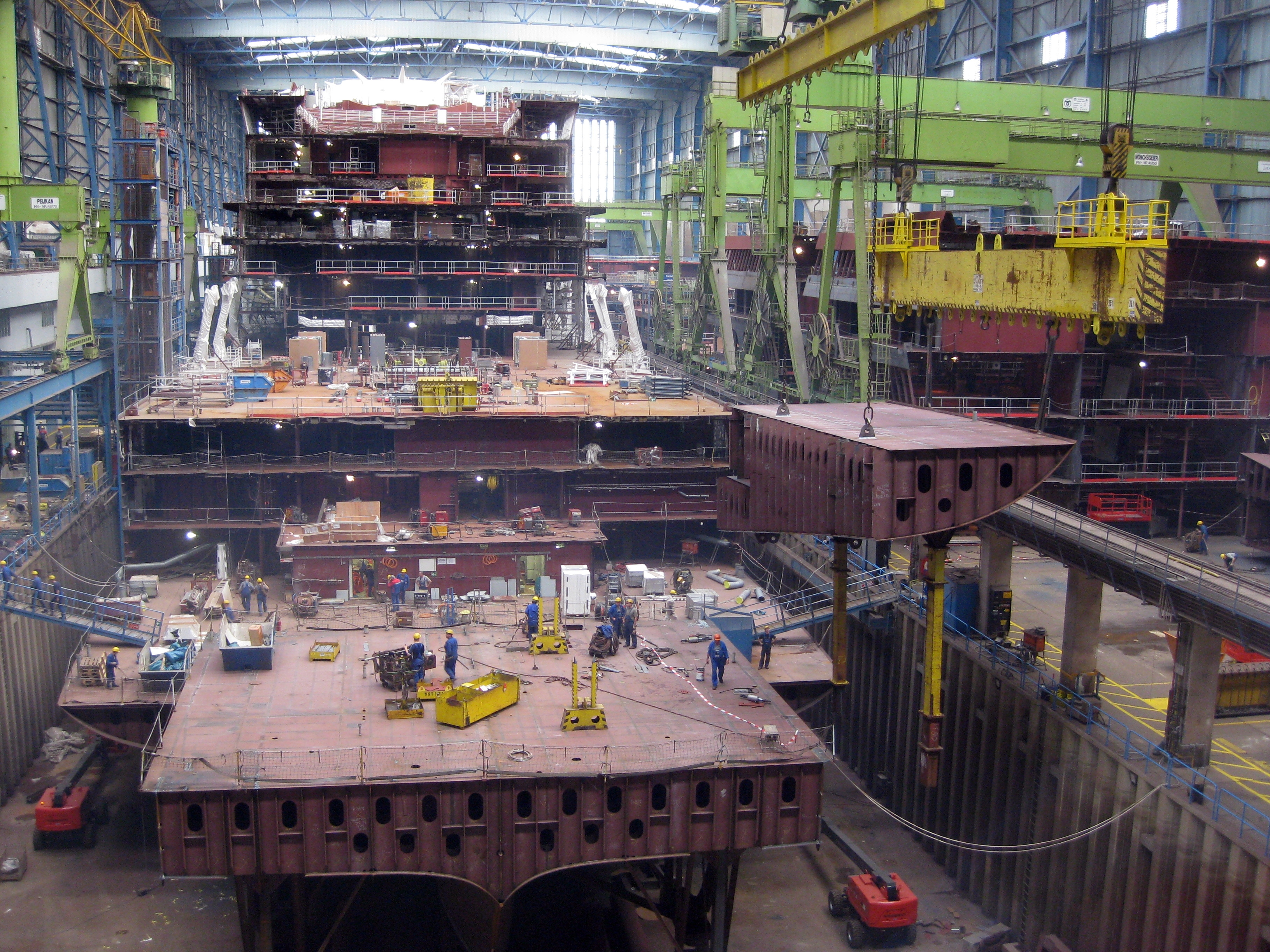
Die AIDAmar im Bau (August 2011)

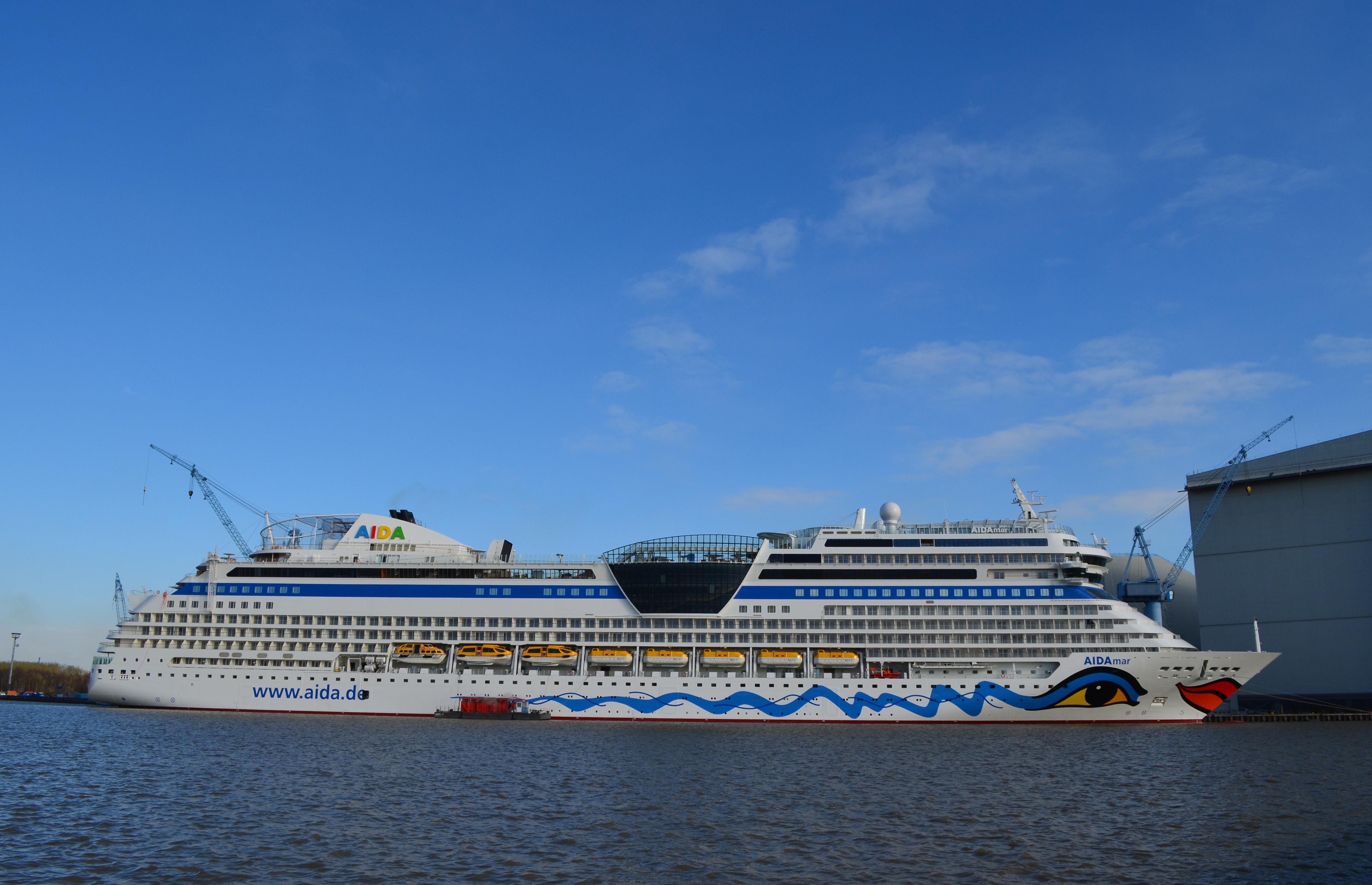
AIDAmar auf der Meyer Werft

Am 13. Dezember 2007 bestellte die Carnival Corporation & plc zwei weitere Kreuzfahrtschiffe, um sie für ihre Marke AIDA Cruises in Dienst zu stellen. Der Preis pro Schiff wurde mit 385 Mio. Euro angegeben. Das erste Schiff mit dem Projektnamen AIDA SPHINX V wurde im Jahr 2011 als AIDAsol in Dienst genommen. Die AIDAmar war als Projekt AIDA SPHINX VI für das darauffolgende Jahr geplant. Die Kiellegung unter Baunummer S. 690 erfolgte am 20. April 2008. Am 1. April 2012 wurde das Schiff schließlich auf der Meyer Werft im emsländischen Papenburg ausgedockt. Am Abend des 12. April 2012 begann die Überführung der AIDAmar über die Ems von Papenburg nach Emden, wo sie am frühen Morgen eintraf. Dies erfolgte mittels eines rund 10-stündigen Emsstaus mittels des Emssperrwerks.

### Taufe
Am 24. November 2010 veröffentlichte die Reederei den Namen des zweiten Schiffes und kündigte dessen Taufe im Rahmen des 823. Hamburger Hafengeburtstages an. Bei der Taufe der AIDAmar am 12. Mai 2012 in Hamburg waren auch die AIDAsol, die AIDAblu und die AIDAluna vor Ort. Die Schiffe bildeten im Bereich der Hafencity eine Sternformation, fuhren dann hintereinander, die AIDAsol voraus, die AIDAluna zum Schluss, zum Fischmarkt, wo sie während einer Lichtinszenierung auf die AIDAmar trafen. Auf die Taufe durch die 20-jährige Hamburgerin Sissi Kuhlmann folgte ein Feuerwerk, das synchron von fünf Abschussrampen abgebrannt wurde.

## Kabinen und Bordeinrichtungen

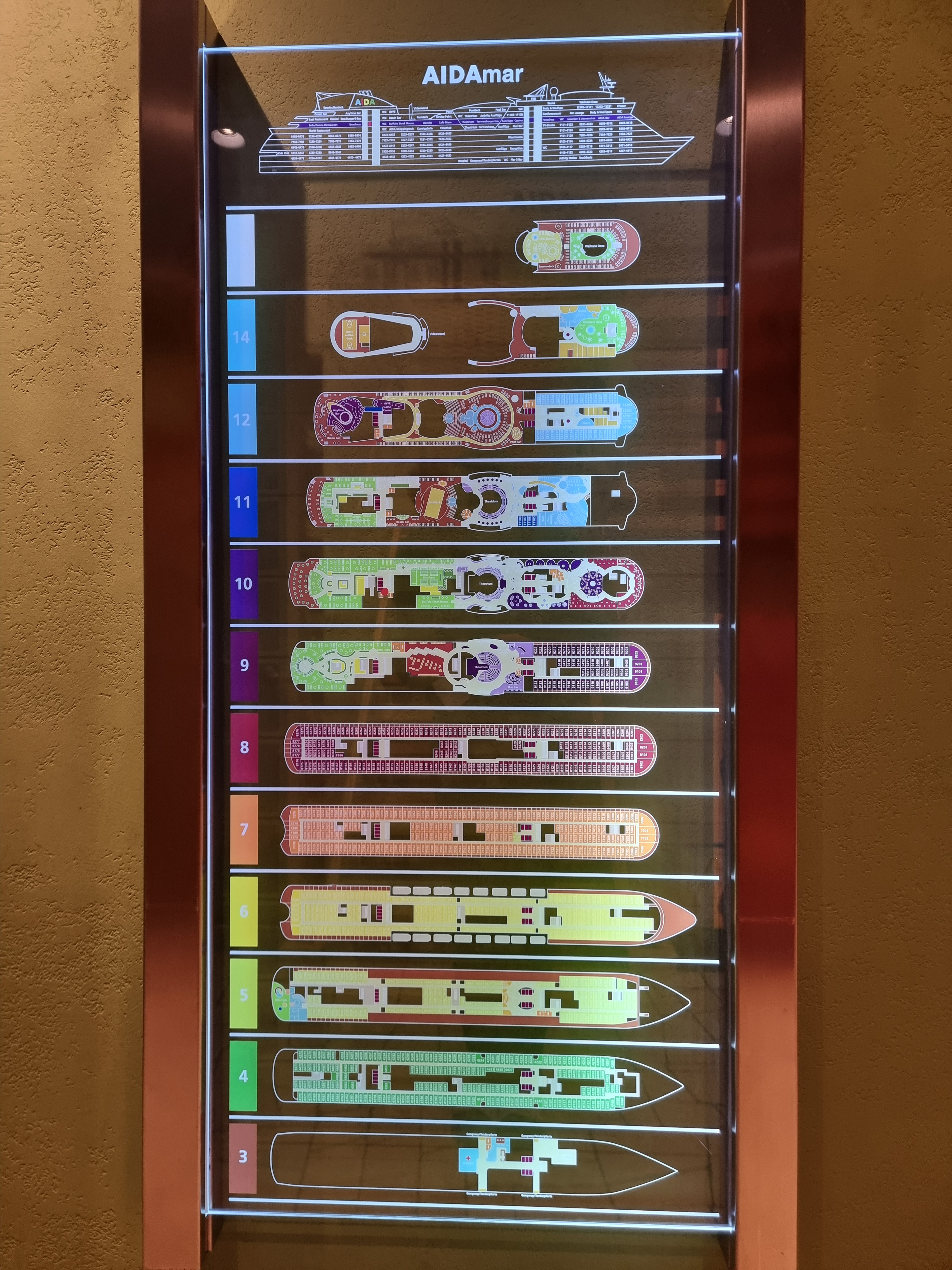
Decksplan der AIDAmar ohne Deck 13

Die Kabinen, Decksgrundrisse und die Ausstattung der AIDAmar orientieren sich an den bisher realisierten Schiffen der modifizierten „Sphinx“-Klasse. Neben den sieben Restaurants verfügt auch die AIDAmar über eine Bordbrauerei. Neuheit auf der AIDAmar sind Flachbildschirme in den Innenkabinen, über die man auch dort einen Meerblick ermöglicht. Ansonsten bieten sie natürlich auch das von den Schwesterschiffen bekannte Bordfernsehen- und Infosystem iTV.
Auf der AIDAmar gibt es zwei Panorama-Deluxe-Suiten sowie zwei Panorama-Suiten.